# Schlössel (Jöhstadt)
Schlössel ist ein Gemeindeteil der Stadt Jöhstadt im Erzgebirgskreis (Freistaat Sachsen). Er besitzt keinen offiziellen Ortsteilstatus.

## Geografie

### Lage
Schlössel liegt etwa 1 Kilometer nordöstlich von Jöhstadt im Erzgebirge. Die Ansiedlung liegt am rechten Ufer des Jöhstädter Schwarzwassers. Im Norden und Osten ist die Ansiedlung von ausgedehnten Waldgebieten umgeben.

### Nachbarorte
|            | Grumbach                                    | Schmalzgrube                       |
| Jöhstadt   | Kompassrose, die auf Nachbargemeinden zeigt |                                    |
| Dürrenberg |                                             | Kryštofovy Hamry (Christophhammer) |

## Geschichte

### Das Hammerwerk in Schlössel

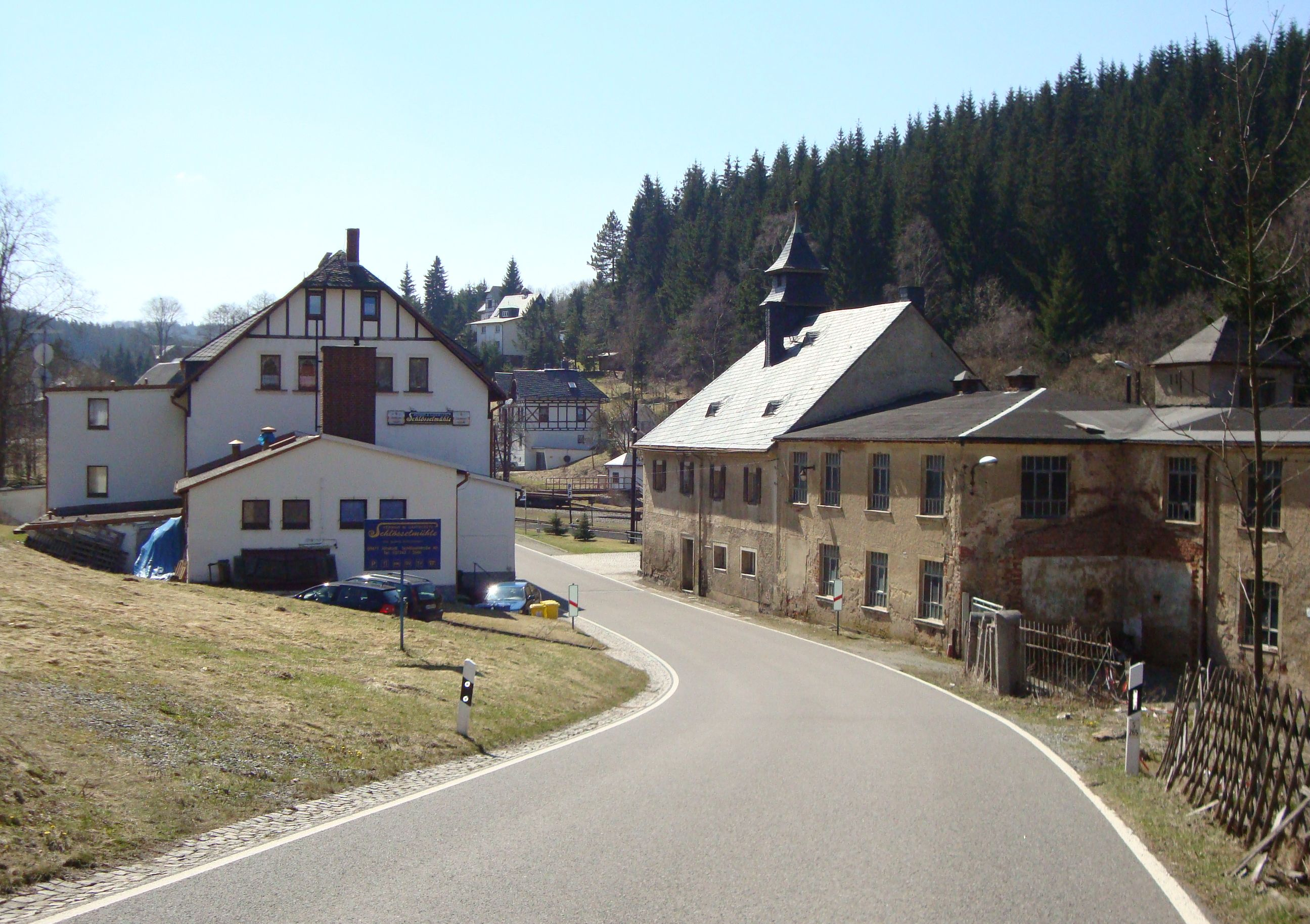
Schlössel

Im Jahre 1539 gestattete Herzog Heinrich von Sachsen einem Merten Schilling aus Marienberg und seiner Gesellschaft in Schlössel ein Pochwerk zu errichten und verlieh ihm alte Sinter- und Schlackenhaufen. Wahrscheinlich gab es im frühen 16., vielleicht auch schon im 15. Jahrhundert ein Hammerwerk im sächsischen Teil des Schwarzwassertales. Als Besitzer wird 1550 ein Paul Siegel erwähnt, 1616 war Hans Krauß Hammerherr bei Jöhstadt. Dessen Sohn Georg erwarb 1622 das Werk von den Erben. Während des Dreißigjährigen Krieges hatte das Hammerwerk stark zu leiden. Die Produktion ging zurück, Anlagen zerfielen. Georg Krauß verkaufte das Unternehmen am 2. Juni 1635 an Christoph Rubner, dem Hammerherrn im benachbarten Sorgenthal. Nach zehn Jahren veräußerte es die Familie Rubner an Christian Meyer.

Über den Verkauf berichtet detailliert ein Jöhstädter Stadtbuch: 

„Am Osterdienstag des 1645sten Jahres ist von Josef Rubner, Hammermeister in Sorgenthal und Jöhstadt, das fast allenthalben eingefallene und öde stehende Hämmerlein, bestehend aus baufälligem Wohnhaus samt Stall und Scheunen, Mahlmühle mit einem ganghaftigen Mahlgang samt Backgerätlich, dem dazu gehörigen kleinen Kuhstall, dem Krauß´schen eingefallenen und ödestehenden Häuslein, gar wenig Äckerlein, Wießflecklein und Raum am Kriegwald, weiter mit Hohofen, so nur aus Gemäuer und eingefallenem Gehäus bestanden, ohne Bälg und Hohofengerätlich, mit einfallenden Frischhütten ohne Hammer, Hilß, Frischheerd, ferner mit den oberen ganz eingefallenen Hütten, mit einer öden fast eingefallenen Bretmühle samt Kohl- und Keller-Häuslein, ferner mit allen Eisenstein-Zechen im Preßnitzischen Gebiet an Christian Meyer gegen Übernahme der aufhaftenden Schulden an 2178 Gulden verkauft worden.“

Christian Meyer sen. versetzte den Hammer wieder in einen guten Zustand. 1662 erbaute er das neue Werk in Mittelschmiedeberg, Schlössel erbte sein Sohn, der Herzoglich-Altenburgische Hof- und Justizrat Dr. Andreas Meyer. Im 18. Jahrhundert lag das Werk zeitweise still. 1758 erhielt Gottlieb Kaden die Erlaubnis, den Hammer wieder in Gang zu bringen.
August Schumann nennt 1823 im Staats-, Post- und Zeitungslexikon von Sachsen Schlössel betreffend u. a.: 

„Es begreift ein Hammergut (im Grunde genennt), welches ehemals unter dem Namen Unter-Jöhstadt ein ordentliches Hammerwerk bildete, jetzt aber blos einige Hämmer und Heerde hat: ferner die Hammermühle, Drechslermühle, und die schönen Wohnungen von 2 Kaufleuten, welche sehr bedeutenden Grenzhandel treiben, daher auch nach diesem geringen Oertchen stark befahrene Straßen gehen. Den Namen soll es von dem ehemaligen Schloß-ähnlichen Wohnhaus des Hammerherrn haben.“

In der 1. Hälfte des 19. Jahrhunderts gehörte das Unternehmen der Familie Martin, einem Zweig der Frohnauer und Königswalder Hammerwerksbesitzer. Ernst Wilhelm Richter schreibt 1852 über den Hammer und die kleine Siedlung: 

„Schlössel oder Hammer Unterjöhstadt, auch der Hammer im Grunde genannt, liegt nordöstlich weiter am Schwarzwasser hinab, über das auch eine Brücke führt, und begreift, dicht am Walde, ein Hammergut, früher mit Hochofen, jetzt nur noch mit Zain-, Schaar- und Waffenhammer, 2 Mühlen und einige verhältnismäßig hübsche Häuser.“

Der Hammerbetrieb endete schließlich am 15. Juli 1857 durch einen Brand, der das Hammerwerk und das Wohngebäude zerstörte. Später entstanden auf dem ehemaligen Hammerwerksgelände diverse andere Betriebe, um 1930 richtete der Chemnitzer Unternehmer Rudolf Kinder eine Zwirnerei ein.

### Der Werkweiler Schlössel

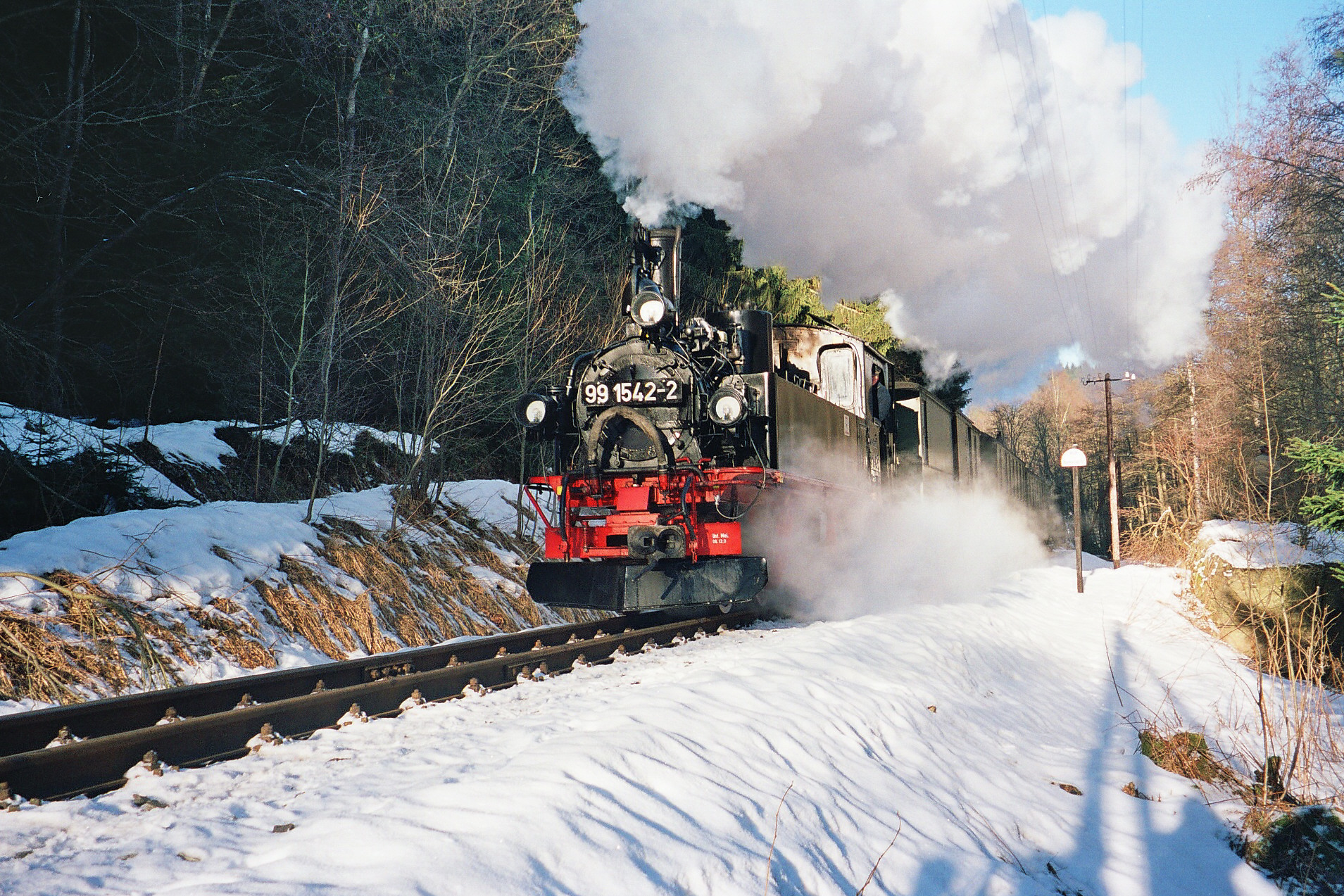
Einfahrt eines Museumszuges der Preßnitztalbahn kurz vor der Station Schlössel aus Richtung Schmalzgrube
(2007)

Der Werkweiler Schlössel entstand in unmittelbarer Nähe des ehemaligen Hammerwerkes. Er gehörte politisch immer zu Jöhstadt und lag somit wie dieses bis 1856 im kursächsischen bzw. königlich-sächsischen Amt Wolkenstein. Ab 1856 gehörte der Ort zum Gerichtsamt Jöhstadt und ab 1875 zur Amtshauptmannschaft Annaberg. Mit der Station „Schlössel“ erhielt der Werkweiler am 1. Juni 1892 mit der Schmalspurbahn Wolkenstein–Jöhstadt Eisenbahnanschluss.
Politisch gehörte Schlössel als Teil der Stadt Jöhstadt durch die zweite Kreisreform in der DDR seit dem Jahr 1952 zum Kreis Annaberg im Bezirk Chemnitz (1953 in Bezirk Karl-Marx-Stadt umbenannt), der ab 1990 als sächsischer Landkreis Annaberg fortgeführt wurde und 2008 im Erzgebirgskreis aufging. Im Frühjahr 1982 wurde der Güterverkehr auf der Schmalspurbahn zwischen Steinbach und Jöhstadt wegen des schlechten Streckenzustands eingestellt. Am 13. Januar 1984 verkehrten die letzten Personenzüge zwischen Niederschmiedeberg und Jöhstadt. Kurz nach Stilllegung des Abschnittes wurden von Januar 1984 bis Sommer 1989 in verschiedenen Etappen die Gleisanlagen und Brücken demontiert.
Seit 1992 wurde durch die Interessengemeinschaft Preßnitztalbahn die Strecke zwischen Steinbach und Jöhstadt als Museumsbahn wieder aufgebaut, seit 1993 besitzt Schlössel wieder Gleisanschluss. Im Jahr 2005 entstand in Schlössel eine neue Ausstellungs- und Fahrzeughalle der Preßnitztalbahn, die einen eigenen Haltepunkt erhielt. Diese befindet sich auf dem Gelände des ehemaligen Hammerwerks.

## Verkehr

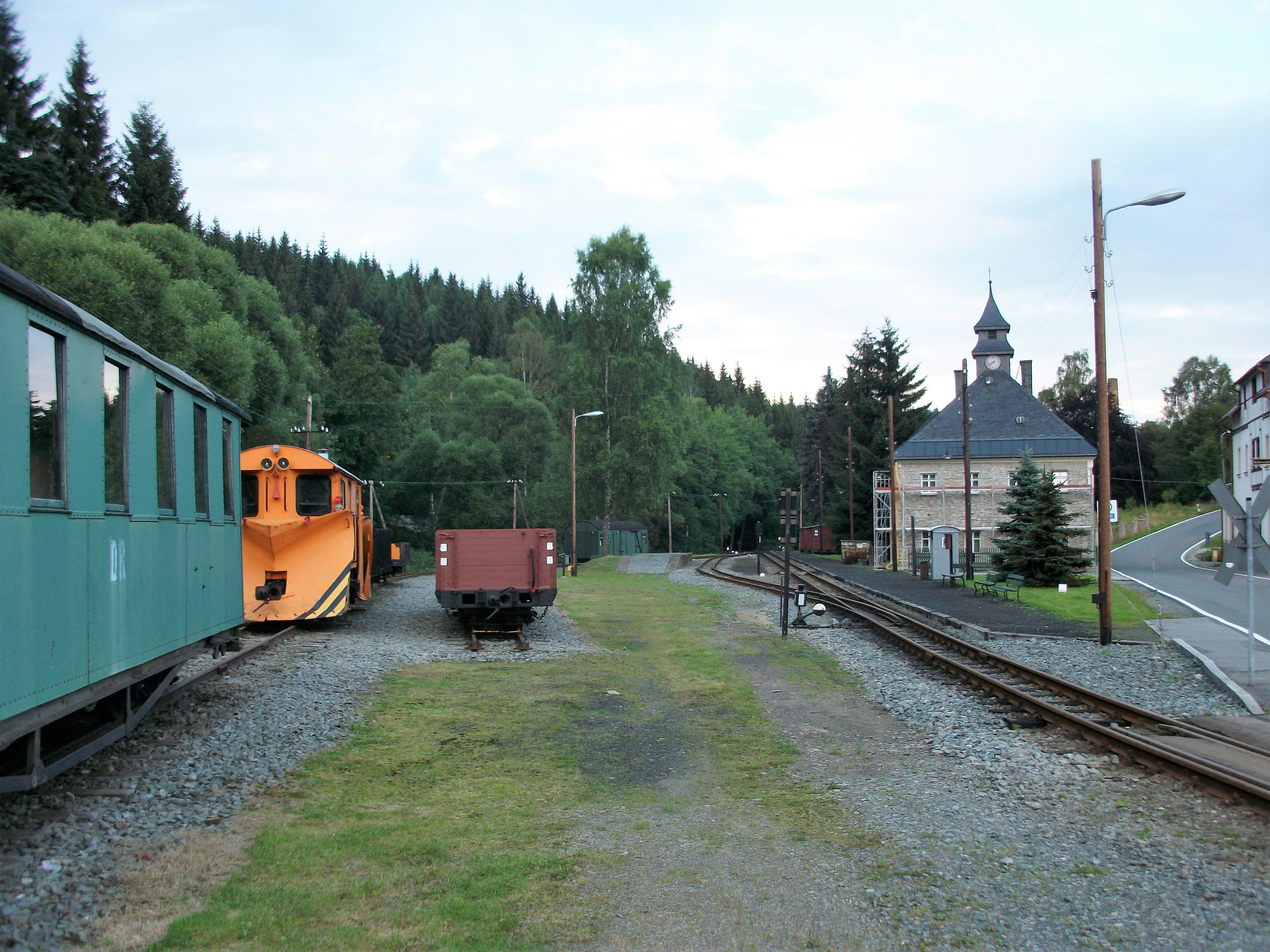
Haltepunkt Schlössel (2016)

Durch Schlössel führt die Staatsstraße 265 Steinbach–Cunersdorf.
Von 1892 bis 1984 hatte Schlössel einen Bahnhof an der Schmalspurbahn Wolkenstein–Jöhstadt. Seit der Reaktivierung des oberen Streckenabschnitts wird der Haltepunkt Schlössel seit 1993 wieder als Station der als Museumsbahn verkehrenden Preßnitztalbahn bedient.

## Tourismus
Folgende Rad- und Wanderwege verlaufen durch den Ort:
- Die Etappe 7 des Kammwegs Erzgebirge-Vogtland von Satzung nach Bärenstein.[10]
- Der Annaberger Landring (Südring).[11]